# Iglesia de Nuestra Señora de la Piedad en el Cementerio Alemán
La Iglesia de Nuestra Señora de la Piedad en el Cementerio Alemán (en italiano: Chiesa di Santa Maria della Pietà in Camposanto dei Teutonici) es una iglesia católica en la Ciudad del Vaticano, que se adjunta al "Campo dei Santo Teutonici e dei Fiamminghi", el cementerio alemán en la Ciudad del Vaticano. El sitio pertenece a la Schola Francorum, un hospicio para los peregrinos alemanes que era la institución más antigua de Alemania en Roma.
El término "Teutonico" es una referencia a los pueblos germánicos. La iglesia es la iglesia nacional en Roma de Austria, Alemania, Países Bajos.
Aunque se encuentra en un área italiana el espacio está sujeto a extraterritorialidad en favor de la Santa Sede.